# Oscar Bloch
Oscar Thorvald Bloch (15. november 1847 i København – 19. juni 1926 i Hellebæk) var en dansk læge og forfatter. Han var søn af grosserer Jørgen Peter Bloch og Ida Emilie Ulrikke Henriette Weitzmann. Hans brødre var kendt fra andre områder:
- Carl Bloch, maler.
- Emil Bloch, kunsthistoriker.
- William Bloch, forfatter og teaterinstruktør.

## Biografi
Han dimitterede 1866 fra Borgerdydskolen i København og tog 1872 lægeeksamen. I 1886 blev han ansat som docent i klinisk kirurgi ved universitetet, og i samme forbindelse blev han ansat som overkirurg ved Frederiks Hospital. Denne stilling bestred han indtil 1904, hvor han overgik til at være professor i klinisk kirurgi.
Bloch blev Ridder af Dannebrogordenen 1891, Dannebrogsmand 1902, Kommandør af 2. grad 1905 og af 1. grad 1911.
Han er begravet på Assistens Kirkegård.